# Sadovo (distrikt i Bulgarien, Blagoevgrad)
Sadovo (bulgariska: Садово) är ett distrikt i Bulgarien.   Det ligger i kommunen Obsjtina Chadzjidimovo och regionen Blagoevgrad, i den sydvästra delen av landet, 140 km söder om huvudstaden Sofia.
I omgivningarna runt Sadovo växer i huvudsak blandskog. Runt Sadovo är det glesbefolkat, med 15 invånare per kvadratkilometer.